# Aren Jaya
Aren Jaya is een bestuurslaag in het regentschap Kota Bekasi van de provincie West-Java, Indonesië. Aren Jaya telt 62.466 inwoners (volkstelling 2010).